# Return of the Texan

Return of the Texan est un western américain réalisé par Delmer Daves en 1952.

## Synopsis
Un jeune veuf, Sam Crockett, revient de Kansas City dans son petit village du Texas rural, emmenant avec lui son grand-père et ses deux jeunes fils, Steve et Yoyo…

## Fiche technique
- Titre : Return of the Texan
- Réalisation : Delmer Daves
- Scénario : Dudley Nichols, d'après le roman The Home Place de Fred Gipson
- Photographie : Lucien Ballard
- Musique : Sol Kaplan
- Montage : Louis R. Loeffler
- Costumes : Charles Le Maire
- Genre : Western
- Production : Frank P. Rosenberg
- Durée : 88 minutes
- Date de sortie :
  - États-Unis : 13 février 1952

## Distribution
- Dale Robertson : Sam Crockett
- Joanne Dru : Ann Marshall
- Walter Brennan : Grandpa Firth Crockett
- Richard Boone : Rod Murray
- Tom Tully : Stud Spiller
- Robert Horton : Dr. Jim Harris
- Helen Westcott : Averill Murray
- Lonnie Thomas : Yoyo Crockett
- Dennis Ross : Steve Crockett
- Willis Bouchey : Isham Gilder
- Aileen Carlyle : Cordy Spiller